# Ryskt ordensfly
Ryskt ordensfly (Catocala adultera) är en fjärilsart som beskrevs av Mengel 1858. Ryskt ordensfly ingår i släktet Catocala och familjen nattflyn. Arten förekommer tillfälligt i Sverige, men reproducerar sig inte. Inga underarter finns listade.

## Bildgalleri

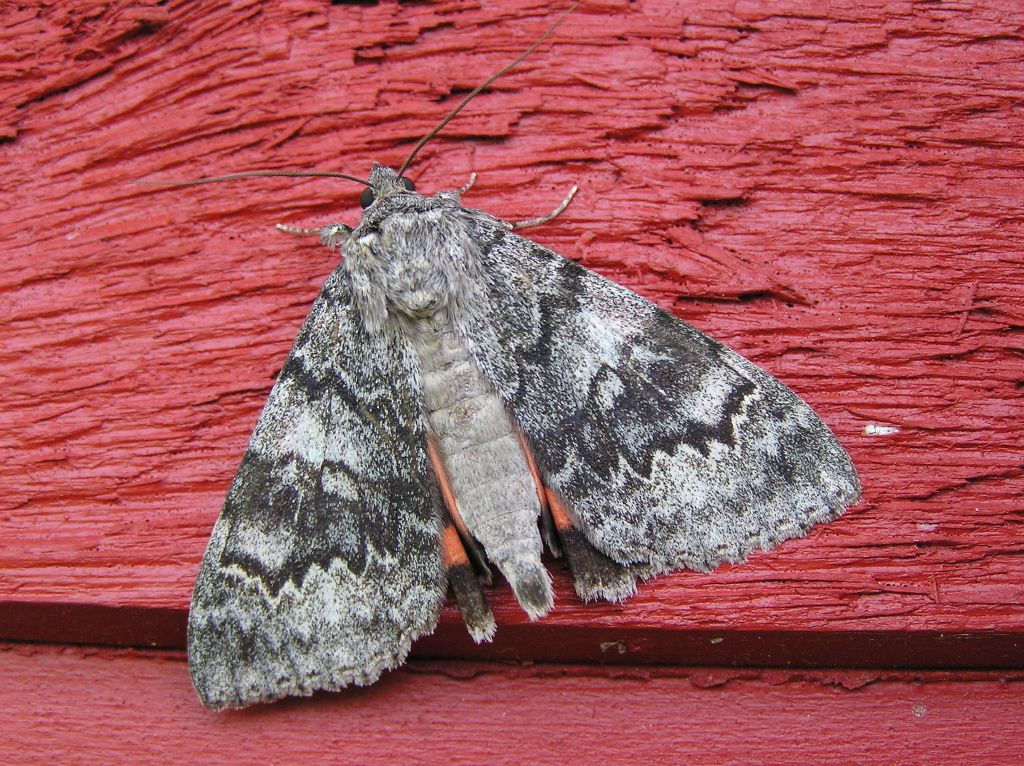
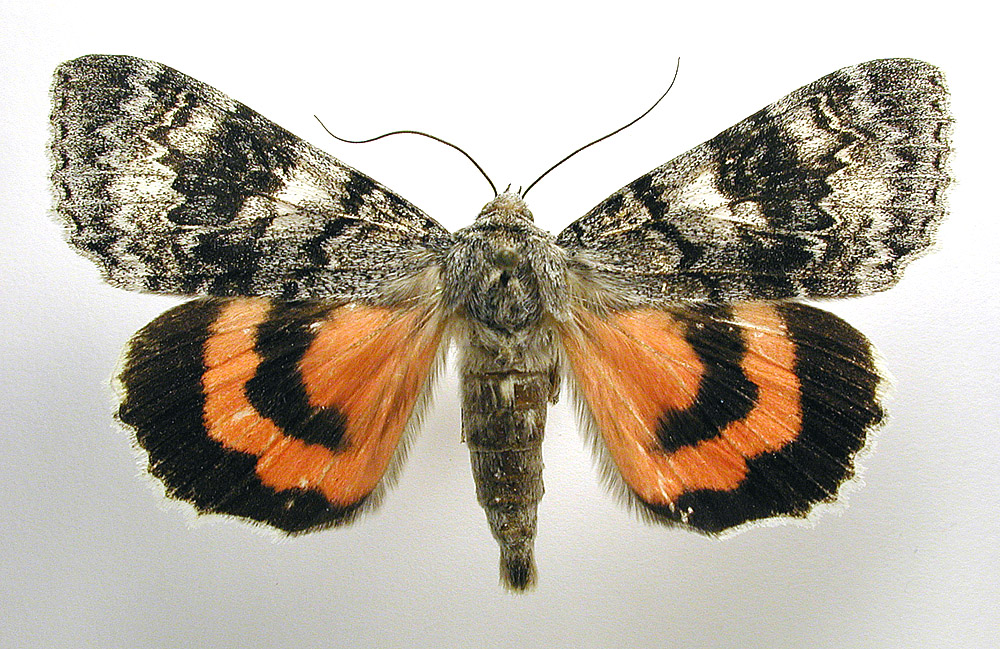